# Microsoft Photo Editor
Microsoft Photo Editor byla aplikace na editaci obrázků v Microsoft Office verzích 97–XP pod operačním systémem Microsoft Windows. Byla nahrazena aplikací Microsoft Office Picture Manager.
Program byl užitečný nástroj pro práci s rastrovou grafikou. Byla založena na HALO Desktop Imager od firmy Media Cybernetics, L.P.

## Nedostatky
Raná verze Microsoft Photo Editor přidána v MS Office 2000, ztrácela během ukládání metadata JPG obrázků z digitální kamery.